# Philipp Wilhelm Grüneberg
Philipp Wilhelm Grüneberg (* 1710 in Magdeburg; † 1777) war ein deutscher Orgelbauer in Zerbst, Magdeburg und Belgard. Er begründete die bedeutende Orgelbauerfamilie Grüneberg in Brandenburg und Stettin.

## Leben
Er war möglicherweise ein Mitarbeiter von David Zuberbier, von dem er eine Arbeit in Zerbst fortsetzte. Etwa ab 1752 war Grüneberg in Magdeburg tätig, wo er 1760 als einer von vier Orgelbauern erwähnt wurde. Um 1767 ging er nach Belgard in Pommern, wo er auch Organist war.
Sein Sohn Johann Wilhelm Grüneberg wurde Orgelbauer in Brandenburg an der Havel, Georg Friedrich Grüneberg in Stettin in Pommern.

## Werke (Auswahl)
Von Philipp Wilhelm Grüneberg sind zwei Neubauten, sowie einige Reparaturen und ein Stimmungsangebot bekannt, die alle angegeben sind. 
Orgelneubauten
| Jahr      | Ort                          | Gebäude                       | Bild | Manuale | Register | Bemerkungen     |
| --------- | ---------------------------- | ----------------------------- | ---- | ------- | -------- | --------------- |
| 1753–1754 | Magdeburg                    | Wallonisch-Reformierte Kirche |      | II/P    | 25       | um 1850 ersetzt |
| 1767–1776 | Belgard (Białogard), Pommern | St. Petri                     |      |         |          |                 |

Weitere Arbeiten
| Jahr       | Ort                        | Gebäude                          | Bild | Manuale | Register | Bemerkungen                                                                 |
| ---------- | -------------------------- | -------------------------------- | ---- | ------- | -------- | --------------------------------------------------------------------------- |
| nach 1743  | Zerbst                     | St. Bartholomaei (Schlosskirche) |      |         |          | Reparaturen, Fortsetzung der Arbeit von David Zuberbier, 1749 Balgreparatur |
| 1758       | Kösen (Kösin?)             | Evangelische Kirche              |      |         |          | Reparatur                                                                   |
| 1762, 1763 | Magdeburg                  | Unser Lieben Frauen              |      |         |          | Reparatur (und Stimmung?)                                                   |
| 1763       | Magdeburg                  | Wallonisch-reformierte Kirche    |      |         |          | Reparatur                                                                   |
| 1766       | Naumburg                   | St. Wenzel                       |      |         |          | Reparatur der Hildebrandt-Orgel                                             |
| nach 1767  | Köslin (Koszalin), Pommern | St. Marien                       |      |         |          |                                                                             |